# Randia thurberi
Randia thurberi är en måreväxtart som beskrevs av Sereno Watson. Randia thurberi ingår i släktet Randia och familjen måreväxter. Inga underarter finns listade i Catalogue of Life.